# スーパーノート

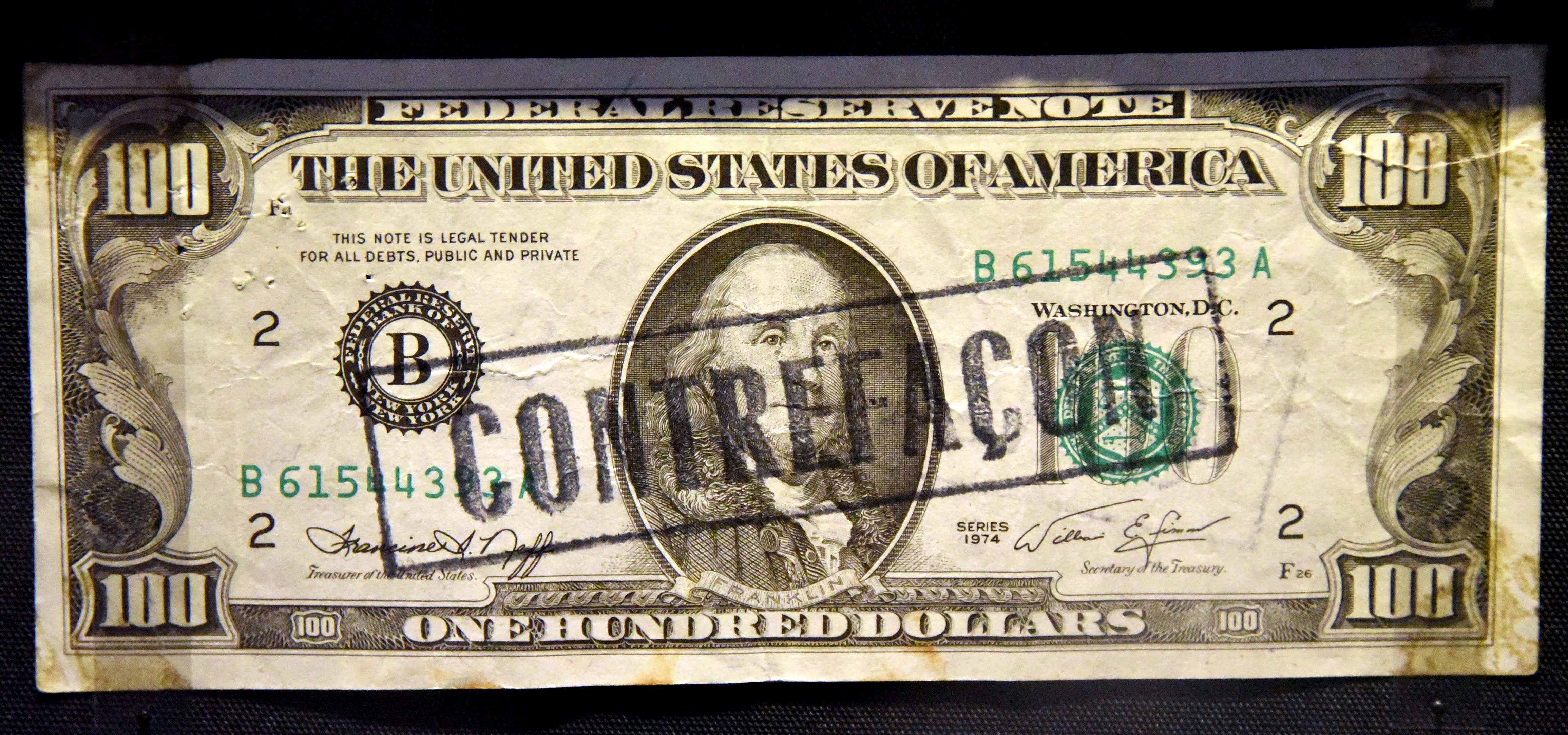
大英博物館収蔵のスーパーノート。フランス語で「偽造」とスタンプが押されている。

スーパーノート（英語: Supernote, Superdollar）とは、朝鮮民主主義人民共和国（北朝鮮）が関与して製造しているとされる100米ドル紙幣の超精密な偽札である。世界的に流通しており、イギリス、ペルー、エチオピアなどでこれまで発見されている。

## 概要
スーパーノートは呉克烈が掌る朝鮮労働党作戦部414連絡所で印刷され、北朝鮮政府のクーリエを利用し、第三国に移送され、在外北朝鮮公館を通じて各国の金融市場に大量に流通させられていたとされる。
北朝鮮が製造したという100ドルの偽造紙幣だけを「スーパーノート」と呼ぶ。北朝鮮が製造した偽札の中でもスーパーX、スーパーZなど他の偽装紙幤はレベルが低く、スーパーノートとは呼ばない。アメリカ合衆国シークレットサービスは「北朝鮮製スーパーノート」を公式には「C-14342」と名付けている。
「北朝鮮は6か月ごとに偽装紙幤の欠点を補完し、すでによほど高性能の機械でなければ、確認が不可能なほど精巧になっている」とされる。そのため、北朝鮮での外貨の流通は米ドルからユーロに切り替えられた。
韓国政府がこの偽造問題を「1998年以降は政府が関与していない」としているのに対し、アメリカ側は「98年以降も政府の関与する偽造が続けられている」と反論している。

## 各国による事実確認
米国側は、紙幣印刷に用いられる超精密凹版印刷機械が、北朝鮮によって取り引きされており、米国の造幤局で使うスイス製の「インテルリオカラー」という機械を輸入した事実なども確認したという。ただし、印刷に供される資機材は全て国際刑事警察機構で登録し追跡可能であり、アメリカの偽情報ではないかという見方もある。1989年ごろから出回り（米国は1989年にフィリピンで北朝鮮高官の業務に関連した荷物の中から初めてスーパーノートを発見した）、これまでの回収分だけで4900万ドル（約57億円）相当にのぼる。